# Dymitrówka (Grodno)
Dymitrówka (biał. Дзмітрыеўка, ros. Дмитриевка) – dzielnica Grodna na Białorusi, do 2008 roku oddzielna wieś w obwodzie grodzieńskim, w rejonie grodzieńskim.
W dwudziestoleciu międzywojennym miejscowość leżała w Polsce, w województwie białostockim, w powiecie augustowskim, w gminie Łabno. 16 października 1933 utworzyła gromadę Dymitrówka w gminie Łabno. Po II wojnie światowej weszła w struktury ZSRR.
24 kwietnia 2008 Dymitrówkę włączono w granice Grodna.